# Latouchia formosensis smithi
Latouchia formosensis smithi is een spinnenondersoort in de taxonomische indeling van de valdeurspinnen (Ctenizidae).
Het dier behoort tot het geslacht Latouchia. De wetenschappelijke naam van de soort werd voor het eerst geldig gepubliceerd in 2003 door Tso, Joachim Haupt & Zhu.